# Milan-San Remo
Cet article concerne la compétition masculine. Pour la compétition féminine, voir Milan-San Remo féminin.
Milan-San Remo ou Milan-Sanremo, surnommée « la Primavera » (la Classique Printanière) ou « La Classicissima » (la Classique des classiques) est une course cycliste sur route italienne qui se déroule entre Milan et Sanremo, en Italie nord-occidentale. Avec une distance totale de 298 km, elle est la plus longue course professionnelle d'un jour dans le cyclisme moderne. Elle est la première classique de la saison, ayant traditionnellement lieu le troisième samedi de mars. La première édition a lieu en 1907.
Milan-San Remo est considérée comme l'un des cinq Monuments du cyclisme. C'est la course d'ouverture de la Coupe du monde sur route jusqu'à ce que la compétition soit remplacée par le ProTour en 2005 puis le World Tour en 2011.
Le coureur le plus titré est le Belge Eddy Merckx avec sept victoires. L'Italien Costante Girardengo détient le record de onze podiums pendant l'entre-deux-guerres, remportant la course à six reprises. Dans l'époque moderne, l'Allemand Erik Zabel s'est imposé quatre fois et l'Espagnol Oscar Freire trois fois.
Milan-San Remo est considéré historiquement comme une course pour sprinteurs en raison de son parcours principalement plat. Cependant, l'ajout au final du parcours de l'enchainement de côtes Cipressa et Poggio en fait désormais une course également prisée par les profils de type puncheur. Elle est souvent opposée au Tour de Lombardie, l'autre classique italienne, qui se déroule en automne et est considéré comme une course pour grimpeurs.
De 1999 à 2005, une course féminine, la Primavera Rosa est organisée en lever de rideau de la course masculine, mais sur une distance plus courte. La version féminine de Milan-San Remo renaît à partir de la saison 2025, en étant classée dès sa première édition en catégorie 1.WWT de l'UCI World Tour féminin, le premier niveau du cyclisme féminin.

## Histoire de la course

### Le temps des pionniers
Au début de l'année 1906, les membres de l'Union Sportive Sanremese ont l'idée d'organiser une course à pied le long du trajet Milan-San Remo. La compétition se déroule le 2 avril 1906, sur deux étapes (Milan-Acqui et Acqui-San Remo).
Cependant, la course est partiellement un échec. C'est ainsi que l'année suivante le journaliste Tullo Morgagni, qui avait déjà lancé le Tour de Lombardie, propose comme idée d'utiliser le parcours pour une course de vélo. Le projet est soumis au directeur de La Gazzetta dello Sport, Eugenio Camillo Costamagna,. Malgré quelques réticences, Costamagna confie le projet à l'un des grands organisateurs de compétitions cyclistes, Armando Cougnet (premier organisateur du Tour d'Italie). La première édition a lieu le 14 avril 1907 avec une certaine appréhension, car lors de la réunion de départ établi à l'Osteria della Conca Fallata à la périphérie de Milan, le long du Naviglio Pavese, seulement 33 des 62 inscrits sont présents. En effet, le temps est très mauvais, il pleut et il fait très froid. La course est remportée par le Français Lucien Petit-Breton, sous contrat avec Bianchi, qui termine les 281 kilomètres à une moyenne de 26,206 kilomètres par heure. Seuls 14 coureurs terminent l'épreuve.

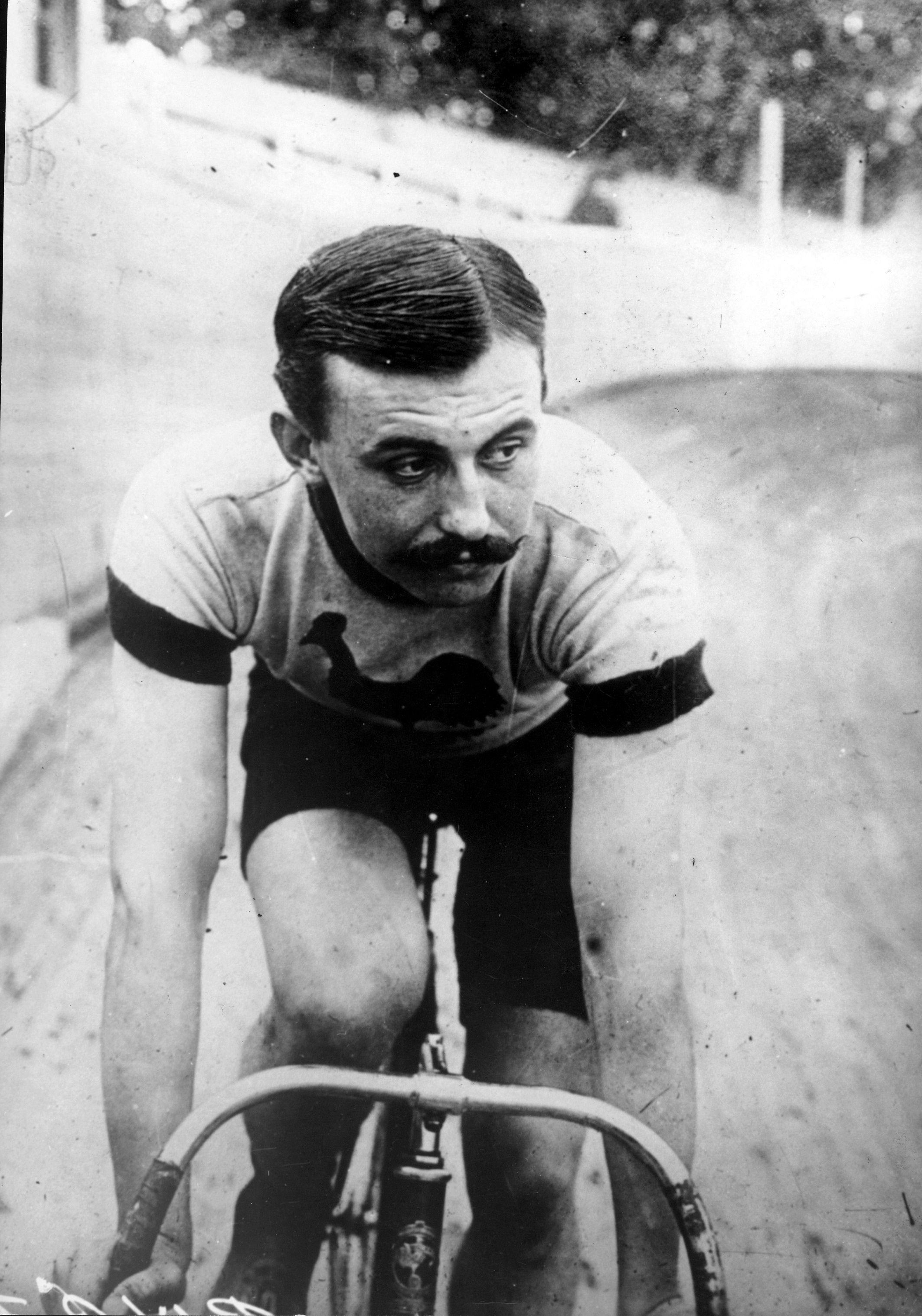
Lucien Petit-Breton remporte la première édition en 1907.

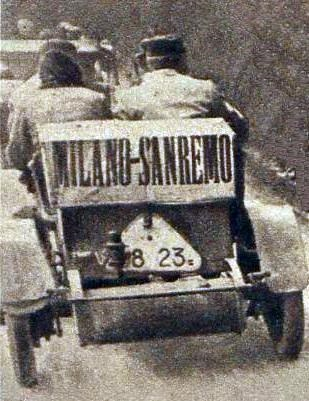
Une voiture suiveuse en 1912.

La course est un succès commercial et attire certains des meilleurs coureurs du cyclisme européen, de sorte que la Gazzetta dello Sport organise une deuxième édition en 1908, remportée par le Belge Cyrille Van Hauwaert. Le premier vainqueur italien de Milan-San Remo est Luigi Ganna en 1909 avec 3 minutes d'avance sur le Français Émile Georget.
En 1910, la course, entre dans la légende du cyclisme. Les conditions sont dantesques, les coureurs cherchent refuge dans les maisons le long du parcours pour se réchauffer en raison des conditions météorologiques extrêmes,. Des quelque soixante participants, seuls quatre parviennent à rejoindre l'arrivée et la victoire revient au Français Eugène Christophe. Cette victoire acquise dans la douleur (à cause de la neige, il est longtemps convaincu qu'il ne roule pas sur le bon chemin) lui valut un mois de soins dans un hôpital. Christophe termine la course en 12 heures et 24 minutes, ce qui en fait l'édition la plus lente de la course. Giovanni Cocchi se classe deuxième à 1 heure et 1 minute du vainqueur.

### La«Classicissima»

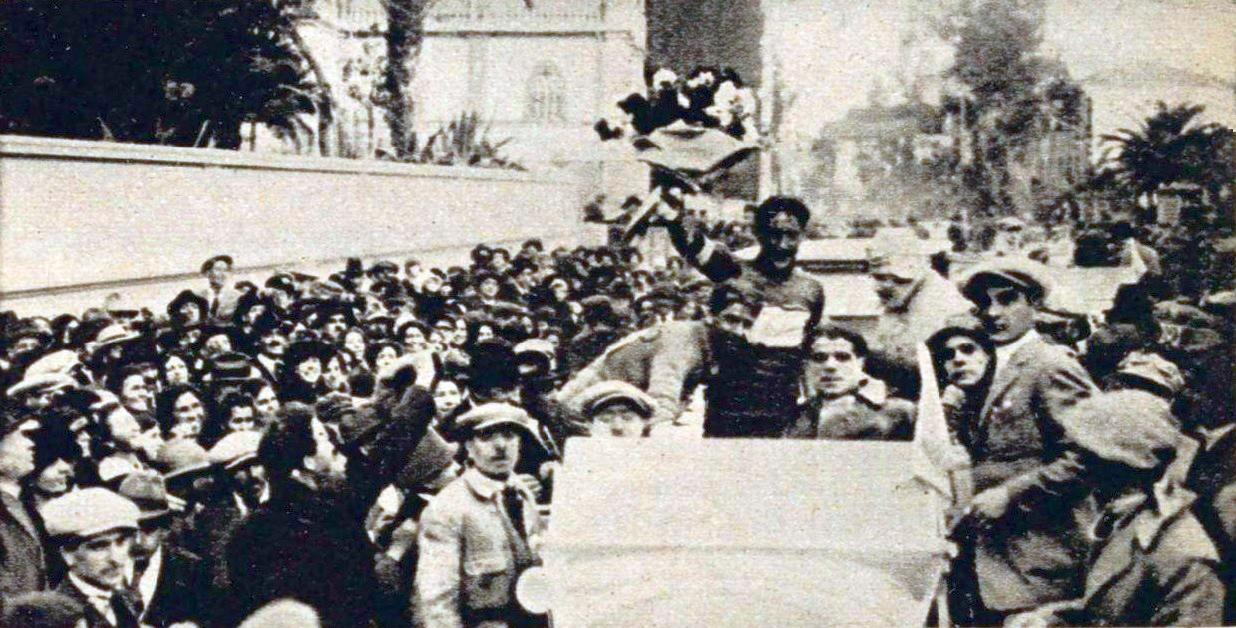
Costante Girardengo vainqueur de la course en avril 1923.

Après les premières éditions commence l'ère de Costante Girardengo, qui lie son nom de manière indélébile à cette classique. Entre 1917 à 1928, il remporte six éditions sur onze et termine onze fois sur le podium. Les années suivantes sont marquées par la rivalité entre Learco Guerra et Alfredo Binda, dont l'émulation leur a fait perdre plusieurs victoires certaines. Une rivalité similaire que l'on retrouve quelques années après entre Gino Bartali et Fausto Coppi (années 1940), dont le duel fait l'objet d'une intense couverture et aboutit à des courses épiques.
Milan-San Remo est alors à l'apogée de sa popularité et la presse italienne invente le terme de la « Classicissima » (la Super-classique ou la Classique des Classiques), pour désigner la plus grande de toutes les classiques. De 1935 à 1953, la course se déroule chaque année le 19 mars, jour de la fête du saint patron Joseph. La presse italienne, majoritairement catholique, lui donne son autre surnom, la Gara di San Giuseppe (la Course de Saint-Joseph). En 1949, la course se termine pour la première fois sur la fameuse Via Roma, une rue commerçante très fréquentée dans le cœur de San Remo.
Les années 1950 marquent la fin de la domination des coureurs italiens sur la classique, qui, après la victoire de Loretto Petrucci de 1953, restent 16 ans sans succès. En 1960, le parcours inclut pour la première fois la célèbre montée du Poggio, fortement souhaitée par Vincenzo Torriani, fatigué de voir les sprinteurs flamands s'imposer à l'arrivée à San Remo. Mais, cette nouvelle difficulté n'a pas l'effet désiré et les coureurs étrangers continuent à gagner.
En 1965, le parcours emprunte l'ascension du Col de Melogno, déplaçant le départ effectif à la Certosa di Pavia, mais en dépit de l'issue défavorable pour les sprinteurs (course remportée au sein d'une échappée à trois, par le Néerlandais Arie den Hartog) l'expérience n'est pas répétée. L'édition 1966 inaugure l'ère Eddy Merckx, qui, avec ses sept victoires, dépasse le record historique de Girardengo (ce qui est aussi le record de tous les temps pour un cycliste sur une grande classique). Depuis 1976 et la dernière victoire du « Cannibale », la course est remportée par différents coureurs, sans que ceux-ci ne parviennent à s'imposer plus de deux fois. Pour retrouver un vainqueur multiple, il faut attendre la fin des années 1990 et l'arrivée du sprinteur allemand Erik Zabel qui s'impose à quatre reprises et termine deux fois deuxième,.

### Sprinteurs contre puncheurs

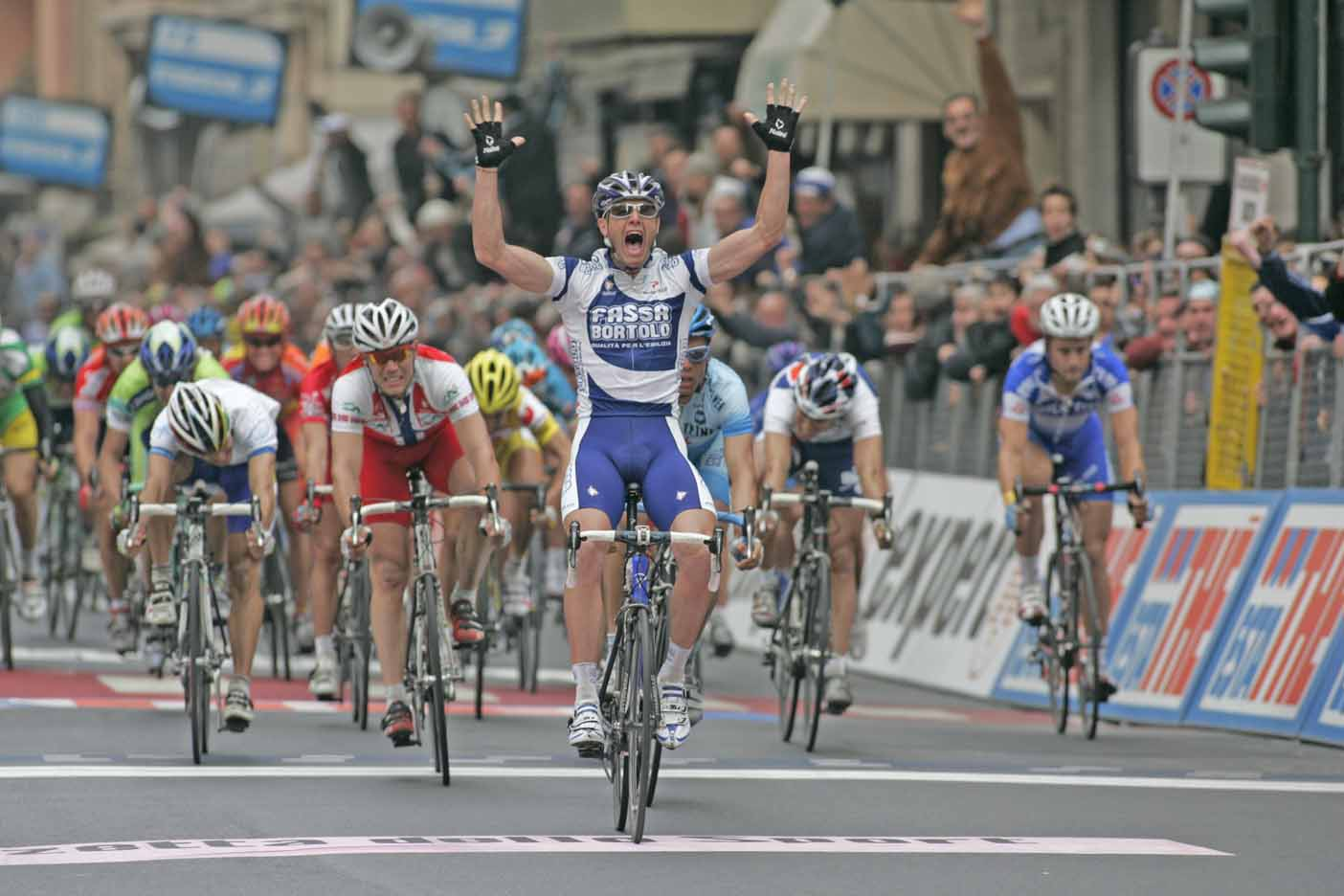
Alessandro Petacchi vainqueur de l'édition 2005.

En 1990, l'Italien Gianni Bugno établit un nouveau record sur la course en 6 heures 25 minutes et 6 secondes, avec quatre secondes d'avance sur Rolf Gölz (45,8 kilomètres par heure de moyenne). Une autre édition mémorable dans les années 1990 a lieu en 1992. L'Irlandais Sean Kelly rattrape Moreno Argentin dans la descente du Poggio et le devance au sprint. Il s'agit de l'avant-dernière victoire de Kelly dans sa carrière. Lors de l'édition de 1999, Andreï Tchmil lance son attaque décisive sous la bannière du dernier kilomètre et conserve jusqu'à l'arrivée une légère avance sur le peloton, Zabel remportant le sprint pour la deuxième place
En 2004, Zabel aurait pu gagner une cinquième fois l'épreuve. Il est finalement battu par Oscar Freire, car il a arrêté de pédaler trop tôt pour lever les bras et célébrer sa victoire,. Freire remporte un total de trois victoires au sprint sur la Primavera dans sa carrière. En 2008, l'arrivée est déplacée à un autre endroit pour la première fois en 59 ans, en raison de travaux sur la Via Roma. Le Suisse Fabian Cancellara devient le premier à s'imposer sur le Lungomare Italo Calvino, grâce à une attaque en solitaire dans les rues de San Remo. Cette même année, avec les trois grandes courses par étapes (le Tour d'Italie, le Tour de France et le Tour d'Espagne) ainsi que d'autres classiques, Milan-San Remo décide de quitter le circuit ProTour. Depuis 2011, la course fait partie de l'UCI World Tour.
La 100e édition a vu le triomphe au sprint du Britannique Mark Cavendish (pour sa première apparition), qui a dépassé de quelques millimètres sur la ligne l'Allemand Heinrich Haussler,.
2013, la première d'après guerre disputée un dimanche, reste une année épique. Les fortes chutes de neige et la température en dessous de zéro obligent les organisateurs à raccourcir la course de 298 kilomètres à 246 kilomètres en éliminant deux ascensions clés - le Passo del Turchino et Le Manie - et à organiser un transfert en bus, pour que la course commence une deuxième fois. Lorsque la course reprend, après 1 heure et demie d'arrêt, les écarts sont conservés. La course est remportée par l'Allemand Gerald Ciolek.
En 2015, après sept ans sur le bord de mer, le directeur de course Mauro Vegni décide de terminer la course à nouveau sur la Via Roma. Vegni explique qu'il était satisfait de cette décision et que le retour sur la Via Roma serait pour 2015 et au-delà. La course est remportée par l'Allemand John Degenkolb devant le vainqueur de l'année précédente Alexander Kristoff. La victoire d'Arnaud Démare en 2016, lors d'un sprint chaotique, marque le premier succès pour un Français dans une classique « Monument » depuis Laurent Jalabert en 1997. En 2017, Michał Kwiatkowski devient le premier vainqueur polonais de Milan-San Remo dans un sprint à trois avec le champion du monde Peter Sagan et Julian Alaphilippe. Les victoires de Vincenzo Nibali en 2018, Julian Alaphilippe en 2019 et Wout van Aert en 2020, indiquent un retour en force des puncheurs aux dépens des sprinteurs..
L'édition 2020, qui est reportée à la mi-août, en raison de la pandémie de Covid-19, a lieu sur une distance record de 305 kilomètres.

## Parcours
Milan-San Remo est la plus longue course du calendrier mondial avec ses 298 kilomètres, sa difficulté résulte dans sa distance.

### Course actuelle

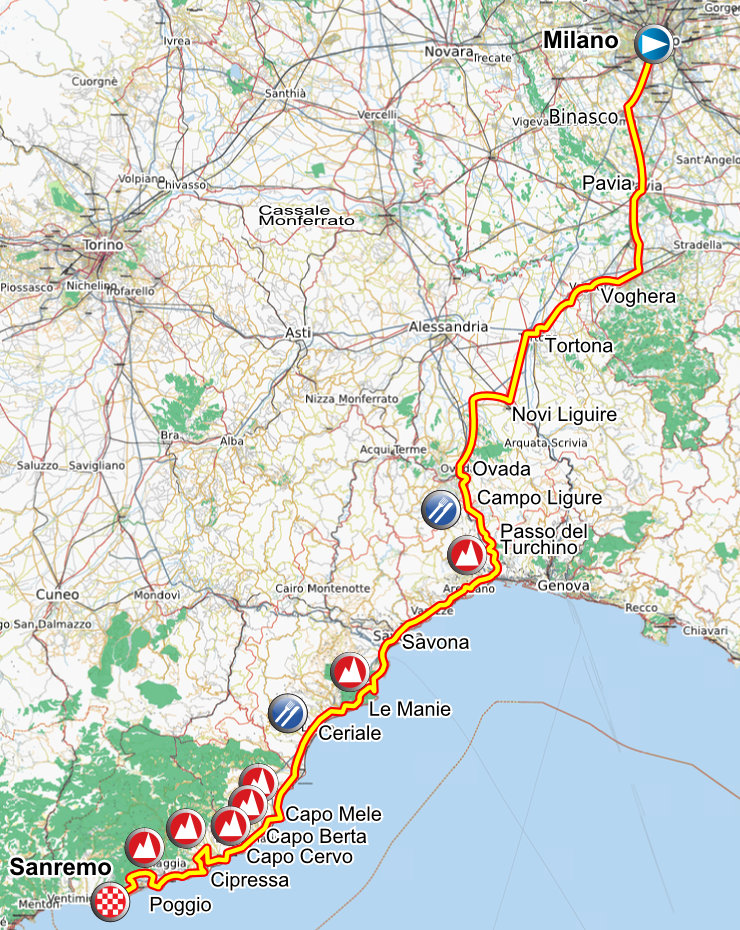
Parcours de l'édition 2011

Dès sa création, Milan-San Remo est conçu comme une ligne directe reliant Milan, le cœur industriel de l'Italie du Nord, à San Remo, la station balnéaire à la mode sur la Riviera italienne, avec ses célèbres villas de la Belle Époque. La course commence sur la Piazza del Duomo, dans le cœur de Milan et se dirige immédiatement vers le sud-ouest, sur les plaines de la Lombardie et du Piémont, le long des villes de Pavie, Voghera, Tortona, Novi Ligure et Ovada. Alors que la course entre en Ligurie, le peloton rejoint le bord de mer à mi-parcours par le Passo del Turchino, col long de plus de 25 kilomètres et présentant la première difficulté du parcours, après 140 kilomètres de course,.
Après la descente du Turchino, la course atteint la mer Ligure à Voltri, placé à mi-chemin du départ et de l'arrivée. De là, le parcours suit l'autoroute Aurelia, à l'ouest, avec ses spectaculaires et typiques paysages le long de la côte ligure. La course traverse les villes d'Arenzano, Varazze, Savone, Finale Ligure, Pietra Ligure et Loano, suivies par les stations balnéaires de la Riviera dei Fiori (Alassio, Andora, Diano Marina et Imperia). Après Imperia, trois montées sèches et courtes, le long de la côte sont à grimper : Capo Mele, Capo Cervo et Capo Berta. Dans Santo Stefano al Mare, le parcours se dirige vers l'intérieur pour escalader la Cipressa. Située à 22 kilomètres de l'arrivée, cette côte est un point stratégique de la course. Après les villes de Santo Stefano al Mare et Arma di Taggia, il reste pour les coureurs à gravir la dernière et la plus célèbre montée, le Poggio, qui est en fait, une banlieue de San Remo, construit sur une colline le long de la mer.
Du haut du Poggio, situé à 5,4 km de l'arrivée, le parcours emprunte alors une descente rapide et sinueuse pour atteindre le centre de San Remo où la course se termine traditionnellement sur la Via Roma, illustre rue commerçante de la ville,.

### Caractéristiques de la course

Profil de l'édition 1964

Étant la plus longue course professionnelle d'un jour, Milan-San Remo est un test inhabituel d'endurance au début de la saison,. Il est souvent gagné non pas par le sprinteur le plus rapide, mais par le coureur le plus fort et le mieux préparé et qui bénéficie d'une bonne pointe de vitesse. Au cours des années, la Cipressa et le Poggio ont joué leur rôle et piégé plusieurs sprinteurs pas assez forts pour rester avec le groupe de tête.
Dans les premières années, la seule difficulté notable est le Passo del Turchino, qui est souvent le point décisif dans la course. Au fil des années, quand le cyclisme devient plus professionnel, l'ascension n'est plus assez exigeante et est placée trop loin de l'arrivée pour être décisive. En 1960, le Poggio, quatre kilomètres de montée situé près de l'arrivée, est ajouté au parcours. En 1982, la Cipressa, près d'Imperia fait à son tour son apparition . Les autres côtes sont le Capo Mele, le Capo Cervo et Capo Berta. De 2008 à 2014, les organisateurs ont ajouté la montée du Manie, entre le Turchino et la Capi. Ils sont les plus longues montées, destinées à provoquer une première sélection dans le peloton, tandis que le Capi, la Cipressa et le Poggio sont plutôt courts, invitant les attaquants à distancer le peloton.
Au cours des dernières années, toutes ces difficultés n'ont que très rarement créé une grande sélection dans les derniers kilomètres de la course. Beaucoup de sprinteurs sont en mesure de suivre le peloton dans les montées, de ce fait la course se termine le plus souvent avec un groupe qui arrive au sprint. Néanmoins, l'emplacement du Poggio près de l'arrivée a souvent signifié que la position des coureurs au sommet du Poggio est cruciale pour gagner la course.
Malgré son parcours relativement plat et sa longue ligne droite finale, les équipes de sprinteurs se sont fait piéger de temps à autre par une attaque lors des dernières côtes. Parmi eux, Laurent Jalabert et Maurizio Fondriest, tous deux échappés en 1995 et en tête jusqu'à l'arrivée. En 2003, Paolo Bettini attaque avec Luca Paolini et Mirko Celestino avant de s'imposer. En 2012, Vincenzo Nibali et Fabian Cancellara partent sur le Poggio, suivis par l'Australien Simon Gerrans qui les devance finalement à l'arrivée. En 2017 et 2018, ce sont également les attaquants qui sont récompensés, après avoir placé une attaque dans le Poggio.

### Modifications proposées
Au cours de son histoire, Milan-San Remo a connu quelques changements depuis sa première édition. Néanmoins, les organisateurs mettent un point d'honneur à rester fidèle au parcours original.

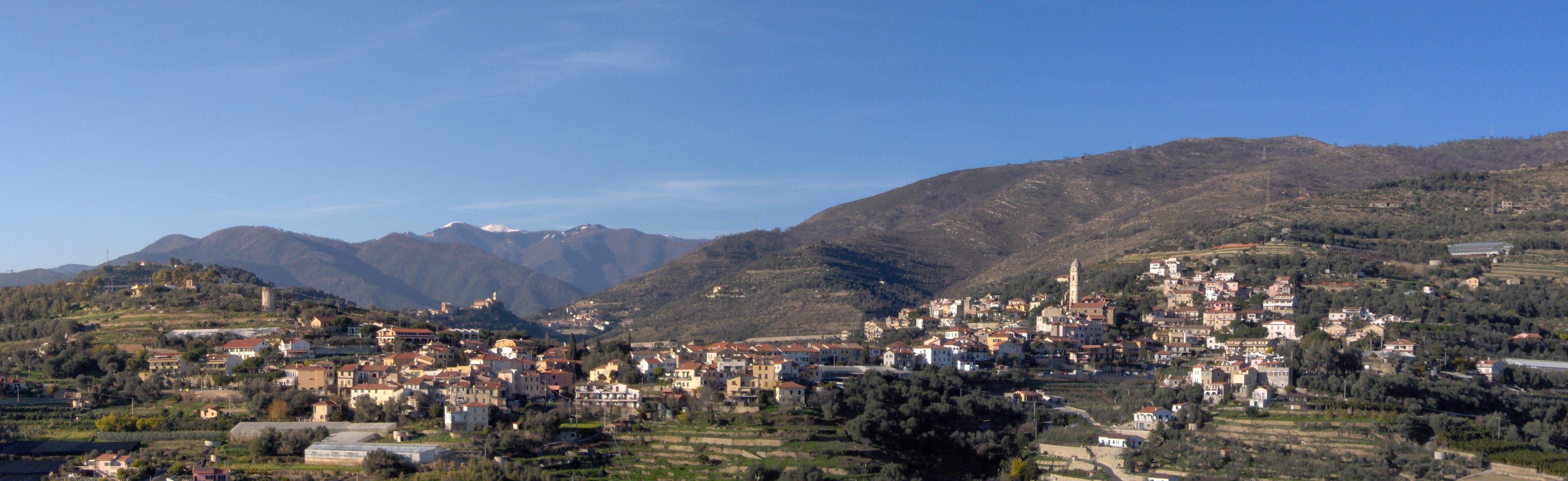
Vue de Pompeiana, une nouvelle difficulté proposée sur Milan-San Remo

La dernière modification importante du tracé est l'inclusion du Manie en 2008. En septembre 2013, l'organisateur RCS Sport annonce que la course inclurait la montée de Pompeiana entre la Cipressa et le Poggio. Pour garder la course à une distance totale raisonnable, il décide d'exclure Le Manie. Le Pompeiana, nommé d'après le village homonyme où la route passe, grimpe sur cinq kilomètres avec une pente maximale de 13 %, et serait donc la montée la plus difficile dans le final de la course.
Le tracé proposé est finalement modifié quelques semaines avant la course en mars 2014, le Pompeiana étant endommagé par des glissements de terrain récents. De ce fait, le parcours est plus traditionnel et favorable aux sprinteurs. Cela conduit certains sprinteurs - qui prévoyaient de faire l'impasse en raison des rajouts de difficultés - à finalement participer à la course.
En 2015, la montée du Manie est supprimée, le Pompeiana n'est plus au programme. Avec cet itinéraire pré-2008, les organisateurs de la course déclarent qu'ils veulent revenir au parcours traditionnel de la course
.

## Palmarès et statistiques

### Palmarès

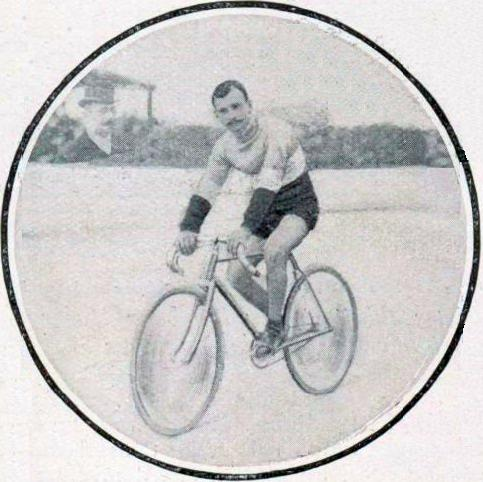
Gustave Garrigou, vainqueur de l'édition 1911 (sur bicyclette Alcyon, et 2e en 1907 et 1912).

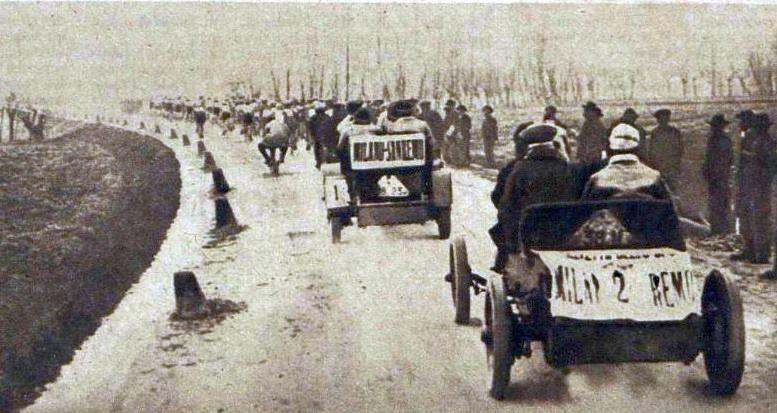
Peloton de tête, édition 1912.

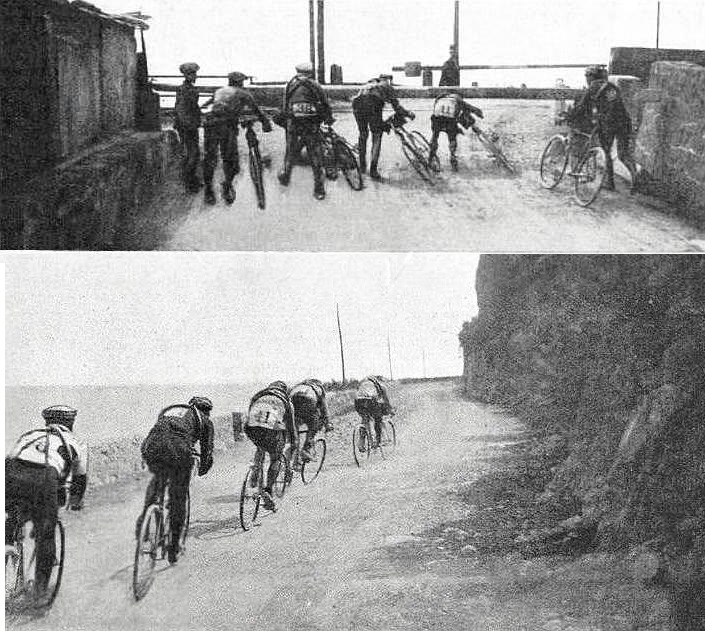
Milan-San Remo 1914, passage à niveau à Livello, puis groupe de tête avant Valtri.

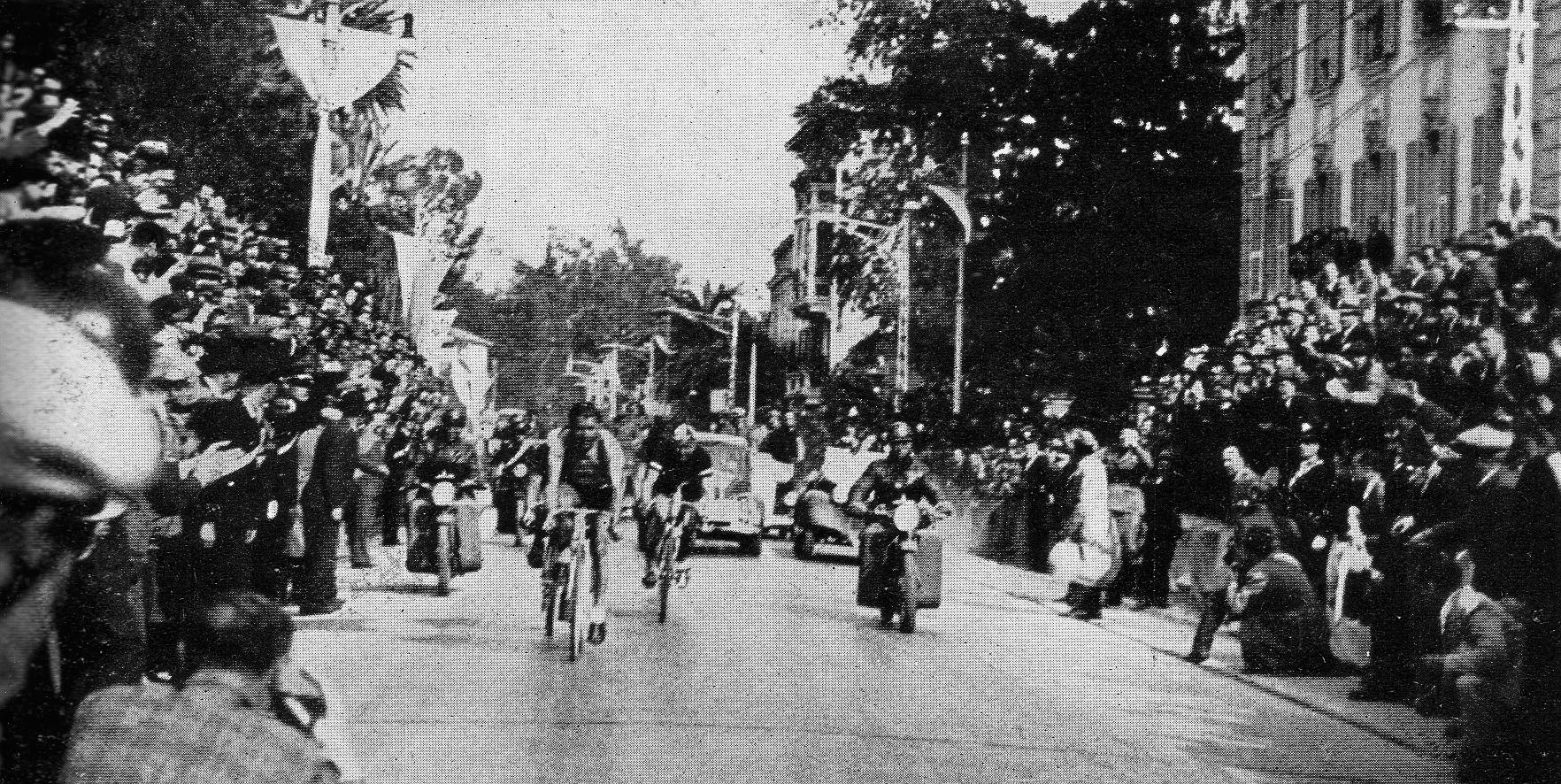
Arrivée de l'Italien Cavallotti à San Remo, en mars 1938.

Lors de l'édition 1915, Costante Girardengo est disqualifié, c'est Ezio Corlaita qui a obtenu la première place. En 1976, Jean-Luc Vandenbroucke initialement troisième est disqualifié.
| Année | Vainqueur            | Deuxième              | Troisième            |
| --- | -------------------- | --------------------- | -------------------- |
| 1907 | Lucien Petit-Breton  | Gustave Garrigou      | Giovanni Gerbi       |
| 1908 | Cyrille Van Hauwaert | Luigi Ganna           | André Pottier        |
| 1909 | Luigi Ganna          | Émile Georget         | Giovanni Cuniolo     |
| 1910 | Eugène Christophe    | Giovanni Cocchi       | Giovanni Marchese    |
| 1911 | Gustave Garrigou     | Louis Trousselier     | Luigi Ganna          |
| 1912 | Henri Pélissier      | Gustave Garrigou      | Jules Masselis       |
| 1913 | Odile Defraye        | Louis Mottiat         | Ezio Corlaita        |
| 1914 | Ugo Agostoni         | Carlo Galetti         | Charles Crupelandt   |
| 1915 | Ezio Corlaita        | Luigi Lucotti         | Angelo Gremo         |
| '"`UNIQ--templatestyles-00000038-QINU`"'Non disputé en raison de la Première Guerre mondiale en 1916        |                      |                       |                      |
| 1917 | Gaetano Belloni      | Costante Girardengo   | Angelo Gremo         |
| 1918 | Costante Girardengo  | Gaetano Belloni       | Ugo Agostoni         |
| 1919 | Angelo Gremo         | Costante Girardengo   | Giuseppe Oliveri     |
| 1920 | Gaetano Belloni      | Henri Pélissier       | Costante Girardengo  |
| 1921 | Costante Girardengo  | Giovanni Brunero      | Giuseppe Azzini      |
| 1922 | Giovanni Brunero     | Costante Girardengo   | Bartolomeo Aimo      |
| 1923 | Costante Girardengo  | Gaetano Belloni       | Giuseppe Azzini      |
| 1924 | Pietro Linari        | Gaetano Belloni       | Costante Girardengo  |
| 1925 | Costante Girardengo  | Giovanni Brunero      | Pietro Linari        |
| 1926 | Costante Girardengo  | Nello Ciaccheri       | Egidio Picchiottino  |
| 1927 | Pietro Chesi         | Alfredo Binda         | Domenico Piemontesi  |
| 1928 | Costante Girardengo  | Alfredo Binda         | Giovanni Brunero     |
| 1929 | Alfredo Binda        | Leonida Frascarelli   | Pio Caimmi           |
| 1930 | Michele Mara         | Pio Caimmi            | Domenico Piemontesi  |
| 1931 | Alfredo Binda        | Learco Guerra         | Domenico Piemontesi  |
| 1932 | Alfredo Bovet        | Alfredo Binda         | Michele Mara         |
| 1933 | Learco Guerra        | Alfredo Bovet         | Pietro Rimoldi       |
| 1934 | Jef Demuysere        | Giovanni Cazzulani    | Francesco Camusso    |
| 1935 | Giuseppe Olmo        | Learco Guerra         | Mario Cipriani       |
| 1936 | Angelo Varetto       | Carlo Romanatti       | Olimpio Bizzi        |
| 1937 | Cesare Del Cancia    | Pierino Favalli       | Marco Cimatti        |
| 1938 | Giuseppe Olmo        | Pierino Favalli       | Alfredo Bovet        |
| 1939 | Gino Bartali         | Aldo Bini             | Osvaldo Bailo        |
| 1940 | Gino Bartali         | Pietro Rimoldi        | Aldo Bini            |
| 1941 | Pierino Favalli      | Mario Ricci           | Pietro Chiappini     |
| 1942 | Adolfo Leoni         | Antonio Bevilacqua    | Pierino Favalli      |
| 1943 | Cino Cinelli         | Glauco Servadei       | Quirino Toccacelli   |
| '"`UNIQ--templatestyles-00000039-QINU`"'Non disputé en raison de la Seconde Guerre mondiale en 1944 et 1945 |                      |                       |                      |
| 1946 | Fausto Coppi         | Lucien Teisseire      | Mario Ricci          |
| 1947 | Gino Bartali         | Ezio Cecchi           | Sergio Maggini       |
| 1948 | Fausto Coppi         | Vittorio Rossello     | Fermo Camellini      |
| 1949 | Fausto Coppi         | Vito Ortelli          | Fiorenzo Magni       |
| 1950 | Gino Bartali         | Nedo Logli            | Oreste Conte         |
| 1951 | Louison Bobet        | Pierre Barbotin       | Loretto Petrucci     |
| 1952 | Loretto Petrucci     | Giuseppe Minardi      | Serge Blusson        |
| 1953 | Loretto Petrucci     | Giuseppe Minardi      | Valère Ollivier      |
| 1954 | Rik Van Steenbergen  | Francis Anastasi      | Giuseppe Favero      |
| 1955 | Germain Derijcke     | Bernard Gauthier      | Jean Bobet           |
| 1956 | Alfred De Bruyne     | Fiorenzo Magni        | Joseph Planckaert    |
| 1957 | Miguel Poblet        | Alfred De Bruyne      | Brian Robinson       |
| 1958 | Rik Van Looy         | Miguel Poblet         | André Darrigade      |
| 1959 | Miguel Poblet        | Rik Van Steenbergen   | Leon Van Daele       |
| 1960 | René Privat          | Jean Graczyk          | Yvo Molenaers        |
| 1961 | Raymond Poulidor     | Rik Van Looy          | Rino Benedetti       |
| 1962 | Émile Daems          | Yvo Molenaers         | Louis Proost         |
| 1963 | Joseph Groussard     | Rolf Wolfshohl        | Willy Schroeders     |
| 1964 | Tom Simpson          | Raymond Poulidor      | Willy Bocklant       |
| 1965 | Arie den Hartog      | Vittorio Adorni       | Franco Balmamion     |
| 1966 | Eddy Merckx          | Adriano Durante       | Herman Vanspringel   |
| 1967 | Eddy Merckx          | Gianni Motta          | Franco Bitossi       |
| 1968 | Rudi Altig           | Charly Grosskost      | Adriano Durante      |
| 1969 | Eddy Merckx          | Roger De Vlaeminck    | Marino Basso         |
| 1970 | Michele Dancelli     | Gerben Karstens       | Eric Leman           |
| 1971 | Eddy Merckx          | Felice Gimondi        | Gösta Pettersson     |
| 1972 | Eddy Merckx          | Gianni Motta          | Marino Basso         |
| 1973 | Roger De Vlaeminck   | Wilmo Francioni       | Felice Gimondi       |
| 1974 | Felice Gimondi       | Eric Leman            | Roger De Vlaeminck   |
| 1975 | Eddy Merckx          | Francesco Moser       | Guy Sibille          |
| 1976 | Eddy Merckx          | Wladimiro Panizza     | Michel Laurent       |
| 1977 | Jan Raas             | Roger De Vlaeminck    | Wilfried Wesemael    |
| 1978 | Roger De Vlaeminck   | Giuseppe Saronni      | Alessio Antonini     |
| 1979 | Roger De Vlaeminck   | Giuseppe Saronni      | Knut Knudsen         |
| 1980 | Pierino Gavazzi      | Giuseppe Saronni      | Jan Raas             |
| 1981 | Alfons De Wolf       | Roger De Vlaeminck    | Jacques Bossis       |
| 1982 | Marc Gomez           | Alain Bondue          | Moreno Argentin      |
| 1983 | Giuseppe Saronni     | Guido Bontempi        | Jan Raas             |
| 1984 | Francesco Moser      | Sean Kelly            | Eric Vanderaerden    |
| 1985 | Hennie Kuiper        | Teun van Vliet        | Silvano Riccò        |
| 1986 | Sean Kelly           | Greg LeMond           | Mario Beccia         |
| 1987 | Erich Maechler       | Eric Vanderaerden     | Guido Bontempi       |
| 1988 | Laurent Fignon       | Maurizio Fondriest    | Steven Rooks         |
| 1989 | Laurent Fignon       | Frans Maassen         | Adriano Baffi        |
| 1990 | Gianni Bugno         | Rolf Gölz             | Gilles Delion        |
| 1991 | Claudio Chiappucci   | Rolf Sørensen         | Eric Vanderaerden    |
| 1992 | Sean Kelly           | Moreno Argentin       | Johan Museeuw        |
| 1993 | Maurizio Fondriest   | Luca Gelfi            | Maximilian Sciandri  |
| 1994 | Giorgio Furlan       | Mario Cipollini       | Adriano Baffi        |
| 1995 | Laurent Jalabert     | Maurizio Fondriest    | Stefano Zanini       |
| 1996 | Gabriele Colombo     | Alexander Gontchenkov | Michele Coppolillo   |
| 1997 | Erik Zabel           | Alberto Elli          | Biagio Conte         |
| 1998 | Erik Zabel           | Emmanuel Magnien      | Frédéric Moncassin   |
| 1999 | Andreï Tchmil        | Erik Zabel            | Zbigniew Spruch      |
| 2000 | Erik Zabel           | Fabio Baldato         | Óscar Freire         |
| 2001 | Erik Zabel           | Mario Cipollini       | Romāns Vainšteins    |
| 2002 | Mario Cipollini      | Fred Rodriguez        | Markus Zberg         |
| 2003 | Paolo Bettini        | Mirko Celestino       | Luca Paolini         |
| 2004 | Óscar Freire         | Erik Zabel            | Stuart O'Grady       |
| 2005 | Alessandro Petacchi  | Danilo Hondo          | Thor Hushovd         |
| 2006 | Filippo Pozzato      | Alessandro Petacchi   | Luca Paolini         |
| 2007 | Óscar Freire         | Allan Davis           | Tom Boonen           |
| 2008 | Fabian Cancellara    | Filippo Pozzato       | Philippe Gilbert     |
| 2009 | Mark Cavendish       | Heinrich Haussler     | Thor Hushovd         |
| 2010 | Óscar Freire         | Tom Boonen            | Alessandro Petacchi  |
| 2011 | Matthew Goss         | Fabian Cancellara     | Philippe Gilbert     |
| 2012 | Simon Gerrans        | Fabian Cancellara     | Vincenzo Nibali      |
| 2013 | Gerald Ciolek        | Peter Sagan           | Fabian Cancellara    |
| 2014 | Alexander Kristoff   | Fabian Cancellara     | Ben Swift            |
| 2015 | John Degenkolb       | Alexander Kristoff    | Michael Matthews     |
| 2016 | Arnaud Démare        | Ben Swift             | Jürgen Roelandts     |
| 2017 | Michał Kwiatkowski   | Peter Sagan           | Julian Alaphilippe   |
| 2018 | Vincenzo Nibali      | Caleb Ewan            | Arnaud Démare        |
| 2019 | Julian Alaphilippe   | Oliver Naesen         | Michał Kwiatkowski   |
| 2020 | Wout van Aert        | Julian Alaphilippe    | Michael Matthews     |
| 2021 | Jasper Stuyven       | Caleb Ewan            | Wout van Aert        |
| 2022 | Matej Mohorič        | Anthony Turgis        | Mathieu van der Poel |
| 2023 | Mathieu van der Poel | Filippo Ganna         | Wout van Aert        |
| 2024 | Jasper Philipsen     | Michael Matthews      | Tadej Pogačar        |
| 2025 | Mathieu van der Poel | Filippo Ganna         | Tadej Pogačar        |

### Statistiques et records
| #  | Coureurs            | Victoires |
| -- | ------------------- | --------- |
| 1. | Eddy Merckx         | 7         |
| 2. | Costante Girardengo | 6         |
| 3  | Gino Bartali        | 4         |
| 3  | Erik Zabel          | 4         |
| 5  | Fausto Coppi        | 3         |
| 5  | Roger De Vlaeminck  | 3         |
| 5  | Óscar Freire        | 3         |

| Victoires | Pays                                     |
| --------- | ---------------------------------------- |
| 51        | Italie                                   |
| 23        | Belgique                                 |
| 14        | France                                   |
| 7         | Allemagne                                |
| 5         | Espagne Pays-Bas                         |
| 2         | Australie Irlande Grande-Bretagne Suisse |
| 1         | Norvège Pologne Slovénie                 |

## Cyclosportive
L'Unione ciclistica San Remo organise chaque année depuis 1970 la cyclosportive « Granfondo Milano-San Remo ». Elle réunit en juin 2 000 participants sur un parcours de 296 kilomètres, quasi identique à celui des professionnels.